# Kalendarium historii Chorwacji
Kalendarium historii Chorwacji – uporządkowany chronologicznie, począwszy od czasów najdawniejszych aż do współczesności, wykaz dat i wydarzeń z historii Chorwacji.

## Czasy najdawniejsze
- I wiek p.n.e. – terytorium obecnej Chorwacji znalazło się pod panowaniem rzymskim[1].
- I wiek n.e. – terytorium obecnej Chorwacji pod panowaniem rzymskim (prowincje Dalmacja i Panonia), a następnie bizantyjskim.
- 295 – powstał Pałac Dioklecjana w Splicie[2].

## Średniowiecze
- VI–VII w. – na ziemie należące obecnie do Chorwacji przybyły plemiona słowiańskie[3].
- 800/ok. 805 – przyjęcie chrztu przez Chorwatów będących pod panowaniem Franków[1][4].
- 925 – utworzone zostało Królestwo Chorwatów[1].
- ok. 1060 – król Piotr Krzesimir zdobył Dalmację Bizantyjską(inne języki)[1].
- ok. 1090 – wymarcie Trpimirowiczów, zajęcie Chorwacji przez Węgrów[1].
- 1102 – Chorwacja zostaje związana unią personalną z Węgrami[3].
- 1275 lub 1325 – dokument prawny Istarski razvod(inne języki), pierwszy zachowany zabytek piśmiennictwa chorwackiego, w którym pojawia się termin "język chorwacki" (hrvacki) w odniesieniu do ówczesnej czakawszczyzny[5].
- 1409 – Wenecja zajmuje Dalmację[1].
- XV–XVI w. – część ziem chorwackich znajduje się pod panowaniem Turków osmańskich; stopniowy ich napór powoduje zajęcie praktycznie całego terytorium, pozostała jego część dostała się pod władanie dynastii Habsburgów, którzy objęli tron węgierski na mocy układu wiedeńskiego w 1515[3].

## Nowożytność
- 1526 – Turcja zajęła Slawonię; pozostałe ziemie we władaniu Habsburgów[1].
- 1538 – na mocy układu zawartego w Wielkim Waradynie część Chorwacji, Dalamacji i Slawonii pozostała w składzie korony węgierskiej. Reszta ziem trafiła do Habsburgów[1].
- XVII w. – Austria odzyskała ziemie chorwackie znajdujące się pod panowaniem tureckim[3].
- 1670 – nieudany spisek Chorwatów przeciwko Habsburgom – nasilenie represji ze strony Austrii[1].
- 1809–1813 – część terytorium Chorwacji weszła w skład Prowincji Ilirijskich utworzonych przez Napoleona Bonaparte z odstąpionych przez Austrię części Karyntii i Chorwacji (Dalmacji, Istrii i Krajiny) oraz z części Pogranicza Wojskowego; powstanie idei zjednoczenia południowych Słowian[1].
- 1813 – zajęcie przez Austrię Prowincji Iliryjskich[1].
- XIX w. – tendencje niepodległościowe pobudzone wpływami francuskimi. Wpływy te przyczyniły się do rozbudzenia wśród Chorwatów świadomości narodowej[1].
- 1847 – język chorwacki uznano za narodowy[1].
- 1867 – powstanie Austro-Węgier – przekształcenie Cesarstwa Austriackiego na zasadzie równouprawnienia Austrii i Węgier[6].
- 1868 – dzięki ugodzie chorwacko-węgierskiej Chorwaci otrzymali szeroką autonomię[3].
- 1905 – powstała parlamentarna koalicja chorwacko-serbska[1].
- 1914 – zwolennicy państwa Słowian południowych utworzyli Komitet Jugosłowiański[1].
- lipiec 1917 – na wyspie Korfu Ante Trumbić i premier Serbii Nikola Pašić (1845–1926) podpisali deklarację o zjednoczeniu południowych Słowian w niezależnym królestwie władanym przez dynastię Karadziordziewiciów[1].
- 6 października 1918 – w Zagrzebiu powstała Rada Narodowa Słoweńców, Chorwatów i Serbów, która 29 października proklamowała powstanie Państwa Słoweńców, Chorwatów i Serbów[1].
- 1 grudnia 1918 – proklamowano zjednoczone Królestwo Serbów, Chorwatów i Słoweńców (SHS) pod berłem regenta Serbii Aleksandra I Karadziordziewicia. Zaprzestanie działalności Komitetu Jugosłowiańskiego. Chorwacja stała się częścią Królestwa SHS[1].

## Okres międzywojenny i II wojna światowa
- 1929 – Aleksander I zawiesza konstytucję Królestwa SHS i decyduje się na rządy absolutne. Zmieniono nazwę kraju na Królestwo Jugosławii i dokonano podziału na okręgi zwane banowiny, znosząc historycznie ukształtowane krainy, z których powstało Królestwo SHS[1].
- 1930 – Ante Pavelić zorganizował ustasze[1].
- 1934 – ustasza zabiła Aleksandra I[1].
- 1939 – przywódca Chorwackiej Ludowej Partii Chłopskiej Vladko Maček zawarł z premierem Dragišą Cvetkoviciem ugodę, na mocy której utworzono autonomiczną Banowinę Chorwacji[1].
- 1941 – część Chorwacji znalazła się pod okupacją niemiecką, włoską i węgierską[1].
- 1941 – faszystowskie ugrupowanie Ustaszy, na czele z Ante Paveliciem, przejęło władzę i ogłosiło niepodległość. Powstało Niepodległe Państwo Chorwackie sprzymierzone z Niemcami i Włochami. Obejmowało ono Chorwację właściwą oraz tereny dzisiejszej Bośni i Hercegowiny, ze stolicą w Banja Luce. Przywódca tego państwa przyjął program wyrugowania z Chorwacji mniejszości narodowych i stosował wobec nich politykę ludobójstwa[1].
- 1945 – armia jugosłowiańska zlikwidowała Niepodległe Państwo Chorwackie. Władzę nad jego terytorium przejęli komuniści. Na mocy konstytucji Chorwacja została jedną z 6 republik komunistycznej Socjalistycznej Federalnej Republiki Jugosławii Josipa Broza Tity[1].
- 1945 – po zakończeniu II wojny światowej Chorwacja została włączona do Jugosławii Josipa Broza Tity. Powojenna Chorwacja otrzymała status republiki w ramach Socjalistycznej Federalnej Republiki Jugosławii. Stolicą federacji pozostał Belgrad[7].

## Chorwacja w Jugosławii
- lata 70. XX w. – odrodziły się dążenia separatystyczne[3].
- 1980 – umarł Josip Broz Tito[7]
- 1989 – wyrażono zgodę na utworzenie partii opozycyjnych[3].
- lata 80. XX w. – nasilenie dążeń separatystycznych[3].
- styczeń 1990 – rozpadła się partia komunistyczna[8].
- maj 1990 – w przeprowadzonych wolnych wyborach wygrała Chorwacka Wspólnota Demokratyczna, na czele której stał Franjo Tuđman[8].
- 30 maja 1990 – Franjo Tuđman został prezydentem Chorwacji[8].
- 22 grudnia 1990 – uchwalono nową konstytucję Chorwacji[9].
- maj 1991 – w referendum (zbojkotowanym przez Serbów) 93% uprawnionych głosowało za niepodległością[3].
- 25 czerwca 1991 – Chorwacja proklamowała niepodległość[3].

## Wojna domowa
- lipiec 1991 – wybuchła wojna domowa[3].
- wrzesień 1991 – ⅓ terytorium Chorwacji znalazła się pod kontrolą Serbów[3]
- październik 1991 – Chorwacja zerwała oficjalne stosunki z Jugosławią[3].
- styczeń 1992 – specjalny wysłannik ONZ Cyrus Vance przedłożył w Sarajewie plan pokojowy przewidujący natychmiastowe zawieszenie broni, rozmieszczenie 10 tys. żołnierzy ONZ w Slawonii i Krajinie oraz całkowite wycofanie się armii jugosłowiańskiej z Chorwacji do czasu wejścia w życie porozumienia[3].
- początek 1992 – pod naciskiem Niemiec Unia Europejska i USA uznały niepodległość Chorwacji[3].
- marzec–kwiecień 1992 – siły pokojowe ONZ przybyły w rejony Chorwacji przejęte przez Serbów – 14 tys. żołnierzy stopniowo przejęło kontrolę w Krajinie[3].
- maj 1992 – Chorwacja zostaje przyjęta do ONZ[3].
- sierpień 1992 – przeprowadzono wybory parlamentarne i prezydenckie – wybory prezydenckie ponownie wygrał Franjo Tuđman[8].
- styczeń 1993 – armia chorwacka rozpoczęła ofensywę w południowej Krajinie, zmuszając Serbów do odwrotu[3].
- kwiecień 1994 – zaprzysiężono nowy rząd[3].
- 1995 – chorwacka armia i policja wkroczyły do Krajiny i zachodniej Slawonii opanowanej przez Serbów. Nastąpił exodus Serbów chorwackich. Chorwacja rozszerzyła ofensywę, atakując Bośnię i Hercegowinę[3].
- 1995 – Chorwacka Wspólnota Demokratyczna ponownie wygrała w wyborach parlamentarnych[3].
- 21 listopada 1995 – Chorwacja podpisała układ z Dayton, kończąc tym samym wojnę w Jugosławii[8][10].

## Czasy najnowsze
- luty 1996 – rozpoczęcie misji obserwacyjnej ONZ na Półwyspie Prevlaka w ramach sił pokojowych UNMOP(inne języki)[11].
- 11 grudnia 1999 – zmarł Franjo Tuđman – obowiązki prezydenta przejął Stjepan Mesić[8].
- listopad 2000 – znowelizowano konstytucję[3].
- 2000 – Stjepan Mesić został prezydentem państwa[3].
- 15 grudnia 2002 – zakończenie misji sił pokojowych UNMOP[11].
- 2003 – Chorwacja została oficjalnym kandydatem do Unii Europejskiej[3].
- 1 lipca 2009 – Ivo Sanader podał się do dymisji. Podczas Konwencji HDZ w Zagrzebiu 4 lipca 2009 Sanader został zastąpiony przez Jadrankę Kosor, dotychczasową wicepremier, na stanowisku szefa partii[12].
- 6 lipca 2009 – parlament zatwierdził Kosor na stanowisku szefa rządu. Została ona pierwszą w historii kraju kobietą sprawującą urząd premiera[1].
- 9 grudnia 2011 – Chorwacja podpisała traktat akcesyjny o wejście do UE[13].
- 23 grudnia 2011 – Zoran Milanović został zaprzysiężony na stanowisko premiera[14].
- 1 lipca 2013 – Chorwacja dołączyła do Unii Europejskiej[15].
- 19 lutego 2015 – urząd prezydenta objęła Kolinda Grabar-Kitarović[16].
- 22 stycznia 2016 – Tihomir Orešković objął urząd premiera[14].
- 10 października 2016 – Andriej Plenković objął urząd premiera[17].
- 18 lutego 2020 – Zoran Milanović objął urząd prezydenta[18].